# اندیس سیلیس شوراب
سیلیس شوراب یک اندیس غیرفلزی است که در حوالی شهر معبد استان سمنان قرار دارد و مادهٔ معدنی موجود در آن، سیلیس است.